# 피피누스 1세

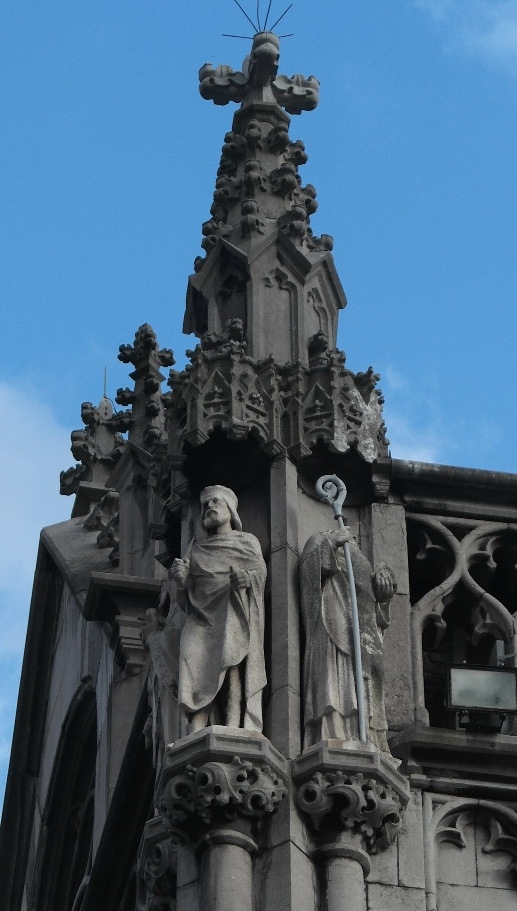

피핀 1세(Pepin I, 580년 아우스트라시아 ~ 640년 2월 27일)은 프랑크 왕국의 귀족이자 관료였다. 프랑크 왕국 아우스트라시아의 궁재로 카롤링거 왕가의 초기 구성원 중 한명이었다. 피핀 폰 란덴(Pepin von Landen) 혹은 란덴의 피핀(Pepin of Landen), 노(老) 피핀(Pepin the Elder), 대(大) 피핀 등으로도 불린다. 복자 뻬삔이라는 별칭도 있다.
브라반트의 백작과 공작, 아우스트라시아 분국의 궁정 행정관, 아우스트라시아 공작 등을 지냈다.

## 생애
아우스트라시아 궁재 카를로만의 아들로, 브라반트(Brabant) 공작이자 아우스트라시아의 궁재였다. 아버지로부터 브라반트 백작위를 물려받은 뒤, 브라반트 공작으로 승진했고, 아우스트라시아의 궁정 행정관을 거쳐 아우스트라시아 공작에 임명됐다. 피핀은 클로타르 2세, 다고베르트 1세 그리고 성 지게베르트 3세(Sigebert III)의 궁정에서 궁재로서 그들을 도왔고, 기독교 신앙을 온 나라에 전파하는 데 큰 공헌을 하였다. 그는 변경지대의 슬라브 족의 침입에서 기독교 마을을 사수하였다.
딸 베가를 아르눌프(641년 죽음, 메츠 성당의 주교)의 아들 안제기젤과 결혼시켜 카롤링거 왕조의 시조가 되었다. 629년 다고베르트 1세가 즉위하자 일시적으로 프랑크 왕국의 궁재직에서 해임되었으나, 다고베르트 1세가 죽은 뒤(639. 1) 권력을 되찾았고 얼마 되지 않아 죽었다. 사후 가톨릭 성인으로 추서되었으며 축일은 2월 21일이다. 그의 아내 이다(Ida)와 수녀원장을 지낸 그의 맏딸 게르트루데 역시 가톨릭 성인으로 추서되었다.

## 같이 보기
- 카롤링거 왕조
- 메로빙거 왕조
- 프랑크 왕국
- 카를로만
- 클로타르 2세
- 다고베르트 1세
- 성 지게베르트 3세
- 복자
- 성녀 이타
- 성녀 베가
- 성녀 게르트루데